# Пепел Бикини
«Пе́пел Бики́ни»  — первое опубликованное произведение Аркадия Стругацкого. Документальная повесть о судьбе экипажа рыболовной шхуны «Фукурю-мару», написанная по открытым источникам того времени; название отсылает к ядерному испытанию на атомном полигоне атолла Бикини, проведённому 1 марта 1954 года. Повесть в 1956 и 1957 годах дважды публиковалась в периодических изданиях (журналы «Дальний Восток» и «Юность»), единственное книжное издание вышло в «Детгизе» в 1958 году. Все три издания отличались друг от друга структурой, наличием или отсутствием тех или иных персонажей, расстановкой акцентов при сохранении основной фабулы.
Автором замысла документальной повести был сослуживец Аркадия Стругацкого военный журналист Лев Петров, который неизменно указывался в дальнейшем как соавтор. Текст был единолично написан А. Н. Стругацким в 1954 году, Л. С. Петров добился публикации, в редактировании повести принимал участие разведчик и писатель Роман Ким. Повесть не осталась незамеченной рецензентами, но затем была забыта. В XXI веке были преданы гласности материалы об истинном авторстве произведения и опубликованы лапидарные критические отзывы, осуществлялись малотиражные переиздания.

## Сюжет
Повесть в издании 1958 года включала четыре части и представляла собою (по выражению В. Кайтоха) «беллетризированный документ». В первой части под названием «В Тихом океане» читателей информировали, как велась подготовка к американскому ядерному испытанию; вторая часть «Небо горит» была посвящена повседневной жизни японских рыбаков. Действие раздваивается: в американских главках описывается тяжёлая доля американских пролетариев — Дика и Чарли, которые, чтобы выплатить кредит за дом, вынуждены ехать работать в тропиках на другой конец света. Находящиеся под угрозой разорения и потери работы японские рыбаки забираются в запрещённые для навигации воды, где проводятся военные испытания. Третья часть — «Пепел смерти» — повествовала о болезни и лечении жертв ядерного испытания. Главным героем этой части был американский врач — полковник Нортон, который предлагает пострадавшим рыбакам помощь только потому, что заинтересован в этом опыте как экспериментатор. Кроме того, он должен получить от моряков признание, что они пересекли границу запретной зоны, а значит, Пентагон не несёт ответственности за случившееся. Это вызывает у японцев гнев и чувство патриотизма. В финальной части — «Поющие голоса» — полковник Нортон получает новое назначение, то есть будет продолжать вредить всему прогрессивному человечеству. В эпилоге повести радист рыбацкой шхуны Кубосава умирает от лучевой болезни, одержав, однако, моральную победу: на его похоронах происходит большая манифестация, японские герои объединяются во имя борьбы за мир.

## История создания и публикации
По утверждению историка Д. Володихина и писателя Г. Прашкевича, автором замысла документальной повести об американском ядерном испытании и пострадавших японских рыбаках стал Лев Сергеевич Петров, однокурсник Аркадия Стругацкого по Военному институту иностранных языков и сослуживец на Дальнем Востоке. Он являлся сотрудником военной разведки, а также профессиональным переводчиком, который работал в том числе с текстами Хемингуэя. Цель написания произведения носила коммерческий характер: гонорар Петров и Стругацкий поделили пополам. Материалы советской и японской прессы по инциденту с «Фукурю-мару» содержатся в записных книжках А. Стругацкого за 1954 год (сообщение о смерти радиста Кубоямы переписано иероглифами). Содержатся там и некоторые материалы, включённые в текст повести, в частности традиционная песня пьяниц «Домбури батти уйта, уйта!» («Блюдо всплыло, всплыло»). Сохранился и выполненный Аркадием Натановичем перевод стихотворения Дзюндзо Ватанабэ памяти радиста — «Ненависть».
Повесть была написана после перевода А. Стругацкого из камчатского гарнизона в Хабаровск не позднее конца 1954 года. По материалам, обнаруженным краеведом О. Бурей, Петрову удалось устроить публикацию в журнале «Дальний Восток», и в апреле 1956 года редактором повести стал Р. Н. Ким. Вероятно, тогда же состоялось его знакомство с Аркадием Стругацким. В октябре 1956 года повесть увидела свет в пятом номере журнала. Книжное издание «Детгиза» последовало в 1958 году, в дневнике А. Н. Стругацкого за 4 марта отмечено, что текст пошёл в вёрстку. 25 апреля прошло подписание договора с издательством по минимальной ставке: 1500 рублей за авторский лист; после раздела гонорара со Л. Петровым (находившимся в командировке в Брюсселе) на долю автора пришлось около 10 000 рублей. 27 мая 1958 года Аркадий Натанович отправил брату Борису авторские экземпляры для раздачи родственникам. 2 июня в дневнике отмечено, что книгу читал и похвалил академик-японист Н. И. Конрад, которому Аркадий Натанович через тестя — И. М. Ошанина — отправил экземпляр с дарственной подписью. В дневнике же отмечено, что авторских экземпляров к 15 августа не осталось. 21 декабря 1958 года Аркадий Стругацкий выступал в Доме детской книги, о чём оставил запись в дневнике: «Разочарован. Пришлось говорить с малышами 6—8 классов. Но им всем нравится „Пепел Бикини“. Единственное утешение».
В дневнике Аркадия Стругацкого 9 июня 1959 года упоминается, что издательство планировало переиздание «Пепла Бикини», но оно так и не состоялось. Хабаровский краевед Олег Буря под псевдонимом В. Беседин опубликовал сокращённую версию 1957 года из журнала «Юность» в 1994 году в газете «Суворовский натиск» (6, 12, 19 и 26 марта, 9 и 16 апреля) со своим предисловием.

Шхуна «Фукурю-мару» и её экипаж
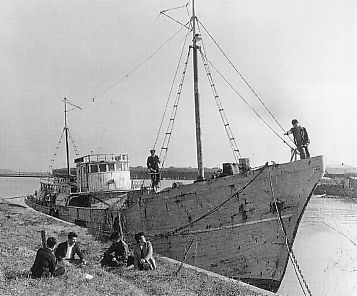
Шхуна до инцидента
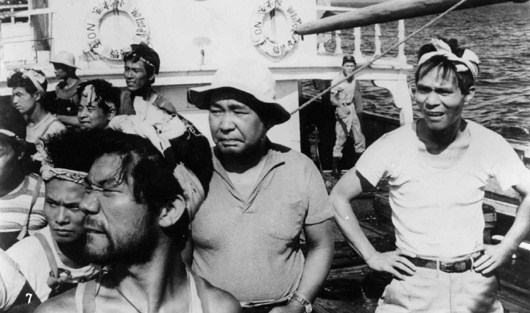
Рыбаки на палубе. Сцена из фильма 1959 года
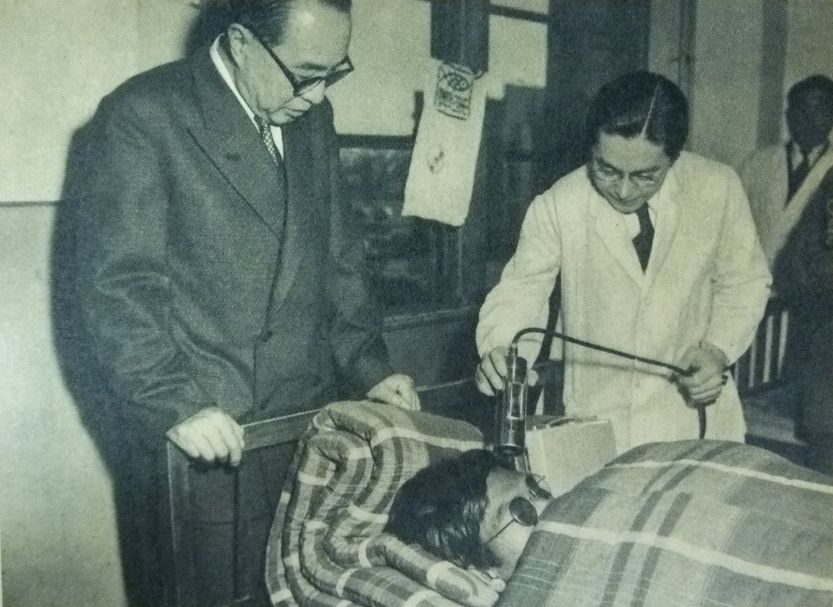
Проверка пострадавшего моряка счётчиком Гейгера в больнице
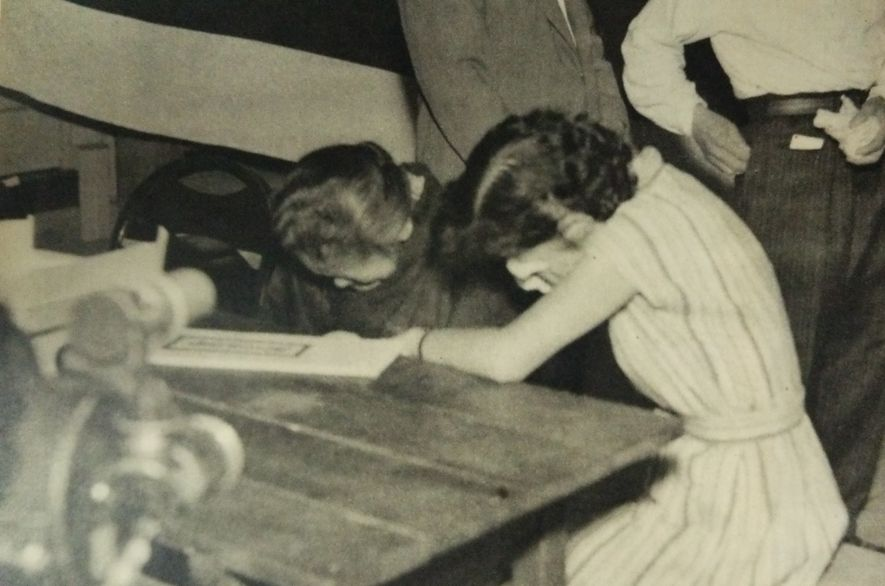
Скорбь семьи радиста Кубоямы

## Литературные особенности

### Рецензии
Первая рецензия на повесть была опубликована в газете «Молодой дальневосточник» 21 ноября 1956 года. Автор — Н. Солтан — подчёркивал сложность взятой на себя соавторами задачи: «показать деяния заокеанских торговцев смертью, а также современную Японию, борьбу её народа за независимость, его стремление к миру» не в газетной или публицистической статье, а средствами художественной литературы — через раскрытие человеческих характеров. Полученный результат признан не вполне удачным, так как сам по себе сюжет позволял сделать повествование намного интереснее. Из персонажей сколько-нибудь индивидуальным выглядел лишь доктор Нортон («свой язык, свои манеры»), его начальники обрисованы многословно и по заранее предзаданной схеме, «ходульны». Не понравилось рецензенту и отсутствие драматической напряжённости при всей трагичности описанных событий. В повести отсутствует нарастание событий, даже в сценах похорон радиста Кубоямы (в повести он Кубосава), которые вылились в демонстрацию, отсутствует острое действие, и сама эта сцена не прописана как кульминационная, обманывая ожидания читателей. «Неубедительной» названа и речь Судзу, поскольку она рациональна и лишена всякой самобытности. Повесть названа интересной как хроника важных событий современности, но с художественной точки зрения является лишь «началом труда». Рецензент В. Копосов после подробного пересказа сюжета заявил: «Мы оставляем в стороне художественные плюсы и минусы повести. В ней много авторских удач и немало срывов». В отзыве на первое место выходила политическая злободневность. Как отмечал в 2016 году библиограф П. Поляков, человечество впервые «осознало опасность радиации, поражающей мирных людей на большом расстоянии и через значительный промежуток времени после ядерного взрыва». В неподписанной краткой заметке-рецензии журнала «Что читать» пересказывается сюжет; акцент сделан на смерти радиста Сюкити Кубосава, вызвавшей мощное движение протеста против ядерных и водородных испытаний не только в Японии, но и в других странах мира.

### Стилевые и жанровые маркеры
Войцех Кайтох в своей монографии о Стругацких 1993 года характеризовал «Пепел Бикини» как типичный для того времени пример «антиимпериалистической прозы». Сюжет со всеми его переплетениями противоречий мог бы послужить «основой для завязки интересного действия, проведения психологического или социально-политологического анализа, однако авторы не использовали появляющиеся возможности». Факты перечисляются или упоминаются, а не переживаются героями, не описываются через их личностное восприятие. Внутренний мир героев вообще не является ценностью, то есть персонажи мыслят и говорят о том, что важно для автора. Негативно оценивается и финал: авторы слишком быстро переходят к выводам из произошедшего. Д. Володихин и Г. Прашкевич также называли финал (участники манифестации — «все честные люди Японии» — прикалывают к одежде значки с изображением красного от крови древесного листка и датой бомбёжки Хиросимы) как «вполне бутафорский». Однако всё перечисленное является характерным для советской литературы военно-патриотического и шпионского жанра. В предшествующей повести «Четвёртое царство» (которая при жизни А. Стругацкого не публиковалась) разоблачается связь японских милитаристов с американскими шпионами.
Согласно В. Кайтоху, повесть имела определённое значение и для совместного творчества братьев Стругацких, хотя её непосредственным продолжением был лишь «полуфантастический» рассказ «Человек из Пасифиды». «Пепел Бикини», однако, свидетельствует об очень раннем проявлении социологического мышления у Аркадия Стругацкого и «общественных амбиций, столь характерных для того, что братья писали позже». Примечательно и широкое использование в повести штампов и схем соцреалистической литературы. Многолетний друг и лечащий врач Аркадия Стругацкого Юрий Черняков называл «Пепел Бикини» публицистическим произведением и сравнивал с «Семью днями в мае» Нибела и Бейли. Д. Володихин и Г. Прашкевич отмечали, что, несмотря на все недостатки, новаторская для пятидесятых годов (хотя бы по тематике) повесть «была замечена» если не критиками, то литературными институциями в СССР. Хотя многое в повести «воспринимается как отчёт», это свидетельствует, в первую очередь, что в своей первой книге молодой автор «многое искал на ощупь». Главки о жизни в Японии уже демонстрируют характерные особенности стиля Стругацких, «написаны со знанием дела, даже с некоторым блеском».

### Редакции текста 1956, 1957 и 1958 годов
Сопоставление журнальных вариантов 1956 и 1957 года с книжным изданием 1958 года проводил стругацковед из группы «Людены» П. Поляков. Он установил, что происходила последовательная работа с текстом, которая выразилась в изменении тональности повествования. Фактически «Пепел Бикини» существует в трёх вариантах разного объёма и структуры: наиболее объёмной является детгизовская книга (примерно на 15 % превосходя первоначальную журнальную публикацию), текст, напечатанный в «Юности», сокращён по сравнению с вариантом «Дальнего Востока» примерно на сорок процентов. Во всех редакциях присутствуют две параллельные сюжетные линии: «американская» и «японская», соотношение которых меняется. В версии 1956 года американские сцены и персонажи явно играют вспомогательную роль, характеры едва намечены и даны пунктиром. В версии 1957 года Дик превратился в полноценного героя, а японская линия по объёму и акцентуации сравнялась с американской. В версии 1956 года существовал эпизодический персонаж — негр Майк, о котором упоминается в сцене с пароходом и рабочими, а на атолле Бикини его убивают, когда он понял, в какое предприятие ввязался. В версии «Юности» его отправляют обратно в Америку, он остаётся жив. В книге 1958 года его образ распространён до полноценного персонажа, который представляет «здоровые силы американского пролетариата». Товарищ Дика Чарли в версии 1957 года превратился в его родственника (Дик его свояк), а в книге 1958 года показан в финале морально деградировавшим и опустившимся человеком (не пускает прежнего друга Майка на порог, ибо тот «ниггер»).
Изменение объёма повести сказывалось на её структуре. В версии «Дальнего Востока» и «Юности» повесть была разбита только на главы. В версии московского журнала появилась глава «Пепел Бикини», некоторые главы были элиминированы, поменяли название или были полностью переписаны, был убран эпилог. В детгизовской книге появилось разделение текста на четыре части, возвращена удалённая из «Юности» глава «Профессор Масао Удзуки», вдвое увеличены главы «Адмирал Брейв» и «Механик Мотоути», сильно изменилась последняя глава «Поющие голоса», исполняющая роль эпилога. В трёх редакциях менялись японские имена и реалии. В первоначальной версии механик шхуны был выведен под именем Айкити Кубосава, в 1958 году его имя заменено на «Сюкити». Из трёх дочерей у него осталось две, а мать была заменена на тёщу (которую он, впрочем, тоже называет матерью). В трёх редакциях последовательно усиливалась роль старшей дочери Кубосавы Умэ, которая впервые появилась только в версии «Юности», а в детгизовском издании превратилась в полноценную героиню. Даже название шхуны «Счастливый дракон № 5» («Фукурю-мару») было заменено на «№ 10». П. Поляков выделил ряд деталей, которые могут оказаться следствием слабого знакомства с заграничными культурными реалиями или «тонким издевательством над цензурой»: персонажи празднуют Новый год, хотя у американцев значение имеет Рождество, а японцы отмечают наступление нового года по лунному календарю. Следствием неоднократного редактирования стали и некоторые сюжетные нестыковки. Одним из главных мотивов для американских рабочих наняться на атолл Бикини стала рекомендация для приёма на работу вне очереди или конкурса. Сцена с её чрезвычайно торжественным вручением присутствует во всех трёх вариантах, и лишь в первоначальном («Дальнего Востока») упоминается, что Чарли лишился рекомендации, ибо после возвращения на родину неудачно нанимался штрейкбрехером, был избит, запил и потерял работу. В последующих редакциях повести рекомендация после вручения вообще не упоминается. В варианте «Юности» Чарли участвовал в забастовке и провёл два месяца в тюрьме, но это не делает понятным его падение. Можно предположить и следы цензурных правок, когда из текста удалялись упоминания о священнослужителях, как японских, так и христианских.
Доктор культурологии А. Танасейчук (Мордовский государственный университет) пришёл к выводу, что определение «документальная проза» в наибольшей степени применимо для варианта «Дальнего Востока»: повесть в этом варианте сдержаннее, текст её суше, а жёсткость повествования в некоторых сценах превращается в жестокость (что выражается в обыденности описаний). В редакции «Юности» текст был смягчён, стал лиричнее. Вариант «Детгиза» расширен, в нём стало меньше динамизма и больше романтизма. Очевидно, редакторы заставляли работать автора над стилистикой, интонациями и диалогами. По мнению А. Танасейчука, в процессе работы изменилась даже жанровая природа повествования. Определение «Пепла Бикини» как повести принадлежало главному редактору журнала «Дальний Восток» Н. М. Рогалю; последующие редакторы, вероятно, не задумывались над этим вопросом. Однако, с точки зрения А. Танасейчука, в редакции «Юности» и «Детгиза» сюжетные линии уже не вмещаются в рамки повести. В финальной редакции 1958 года представлены трагедии трёх американцев: Майка, Дика и Чарли и трёх японцев — радиста, врача и его дочери. Все сюжетные линии раскрыты и развиты в достаточном объёме. В окончательном варианте тексту присущи полифоничность и многослойность. В то же время объём произведения не позволяет причислять его именно к романному жанру.

## Издания и переводы
- Л. Петров, А. Стругацкий. Пепел Бикини (повесть) // Дальний Восток. — 1956. — № 5. — С. 31—100.
- Л. Петров. А. Стругацкий. Пепел Бикини (повесть) / иллюстрации В. Б. Трубковича // Юность. — 1957. — № 12. — С. 2—35.
- Л. Петров, А. Стругацкий. Пепел Бикини / Илл. В. Трубковича. — М. : Детгиз, 1958. — 152 с. — 90 000 экз.
  - Bǐtèluòfū lēi, Sītèlǔjiācí jīā. Sǐwáng de huīchén : [Петров, Стругацкий. Клубящаяся пыль смерти. Перевод на китайский язык Ин Тяньши] :  [кит.] / Yìng Tiānshì yì. — Nánjīng : Jiāngsū wényì chūbǎnshè, 1958年. — 116 с. — Ориг.: 彼特洛夫 勒, 斯特魯加茨基 阿. 死亡的灰塵 / 應天士譯. 南京: 江苏文艺出版社, 1958. 116 页.
  - Петров Л., Стругацкий А. Ченуша де ла Бикини. Повестире :  [молд.] / Трад. де А. Кындя. — Кишинэу : «Картя Молдовеняскэ», 1960. — 159 с. — 8000 экз.
- Кулибаба И., Березовский Н., Бобровская Л., Стракевич М. Атомный взрыв // Изложения в V—VIII классах: Учебное пособие. — М. : Учпедгиз, 1963. — С. 196—198.
- Л. Петров, А. Стругацкий. Пепел Бикини: повесть // Суворовский натиск. — 1994. — 6, 12, 19 и 26 марта, 9 и 16 апреля. — С. 8—9. — Сокращённый вариант «Юности». Предисловие В. Беседина (О. Бури) «День, когда падали хлопья смерти».
- А. Стругацкий. Пепел Бикини / Иллюстрация на обложке и внутренние иллюстрации В. Трубковича. — Саранск, 2016. — 142 с. — (Архив библиотеки приключений и научной фантастики (Архив БПНФ)). — Послесл.: А. Танасейчук «Пепел Бикини» А. Стругацкого. С. 131—137. — 25 экз.
- Аркадий Стругацкий, Лев Петров, Григорий Гребнев, Герман Чижевский. Пепел Бикини / Иллюстрация на обложке В. Трубковича; внутренние иллюстрации В. Трубковича, М. Баландюка, Г. Чижевского, В. Ана. — Кирово-Чепецк, Новосибирск : Книжный клуб «Спутник», 2020. — 528 с. — (Библиотека приключений и научной фантастики). — Иллюстрированное издание произведений А. Стругацкого, написанных в соавторстве. — 10 экз.